# Dva mrazíci
Dva mrazíci je animovaný film režiséra a animátora Jiřího Trnky z roku 1954, v němž hlavní role (hlasy) vytvořili Vlasta Burian a Jan Werich.
Tento film je jediný film, který Burian namlouval, nebo nějaké postavě propůjčil hlas. Je to 38. film v jeho filmografii a je to také jeho jediný animovaný film (barevný). Jde o druhý film, ve kterém se potkali Vlasta Burian a Jan Werich (první byl hraný film Byl jednou jeden král).

## Děj
Animovaný film Dva mrazíci pojednává o dvou mrazících, jeden je ustrašený a druhý nebojácný. Škádlí dřevorubce, kteří si chodí do lesa pro dříví. Vždy mrazík vstoupí do dřevorubce a ten zmrzne. Až narazí na jednoho, který to mrazíkovi pořádně vytmaví.

## V hlavních rolích
- Vlasta Burian (ustrašený mrazík – hlas – mluvená role)
- Jan Werich (nebojácný mrazík – hlas – mluvená role)

## Autorský tým
- Námět: slovenská pohádka
- Scénář, režie a výtvarník: Jiří Trnka

## Technické údaje
- Rok výroby: 1954
- Premiéra: 1954
- Zvuk: zvukový
- Barva: barevný
- Druh filmu: animovaný, pohádka, komedie, krátkometrážní, krátký
- Země původu: Československo
- Jazyk: český